# Petrogale godmani
Petrogale godmani là một loài động vật có vú trong họ Macropodidae, bộ Hai răng cửa. Loài này được Thomas mô tả năm 1923.